# Река Толмачёва
Река Толмачёва (в верховье Верхняя Толмачёва) — река на юге полуострова Камчатка. Протекает по территории Усть-Большерецкого района Камчатского края России.
Длина реки составляет 56 км, площадь водосбора — 472 км².
Берёт начало на западных склонах горы Шпиль, впадает в реку Карымчина (приток реки Плотникова).
Долина реки находится в сейсмической и вулканической области. Питание снеговое, дождевое, грунтовое и ледниковое. На реке построен каскад небольших ГЭС, в результате чего значительно снизился сток через Толмачёвские водопады. Ниже каскада на правом берегу находится урочище Толмачёвская Тундра.
Имеет притоки Сухая Толмачёва, Левая Толмачёва и Правая Толмачёва. Протекает через озеро Толмачёва с притоком ручьём Врезанный.
По берегам реки Толмачёва преобладает ольховый и кедровый стланик, рябина бузинолистная, рододендрон золотистый.

## Данные водного реестра
По данным государственного водного реестра России и геоинформационной системы водохозяйственного районирования территории РФ, подготовленной Федеральным агентством водных ресурсов:
- Бассейновый округ — Анадыро-Колымский
- Речной бассейн — Реки Камчатки бассейна Охотского моря (до реки Пенжины)
- Речной подбассейн — отсутствует
- Водохозяйственный участок — Бассейны рек Охотского моря полуострова Камчатка южнее южной границы бассейна реки Тигиль
- Код водного объекта — 19080000212120000026563